# El túnel del tiempo
El túnel del tiempo (The Time Tunnel, en inglés) es una serie de televisión y culto estadounidense de 30 episodios, del género ciencia ficción. Se transmitió entre el 9 de septiembre de 1966 y el 7 de abril de 1967. Irwin Allen fue el creador y productor. La serie trata de las aventuras de dos científicos que viajaban a través del tiempo.

## Argumento
La serie se situó en el año, entonces aún futuro, 1968. El gobierno de los Estados Unidos maneja un proyecto secreto denominado Tic-Toc que consiste en construir una máquina del tiempo. La máquina, una especie de corredor de forma cilíndrica llamado túnel del tiempo, se encuentra en un complejo subterráneo en Arizona. El proyecto está bajo el mando del general Heywood Kirk (Whit Bissell). La operación del túnel está a cargo de dos científicos: la doctora Ann McGregor (Lee Meriwether) y el doctor Raymond Swain (John Zaremba). 
A medida que el costo del proyecto aumenta, el senador Leroy Clark (Gary Merrill) lanza una investigación del proyecto. Clark cree que el túnel requiere mucho dinero y da pocos beneficios. Luego de hacer un recorrido por el complejo, el senador anuncia que desea cerrar el proyecto. 
El doctor Tony Newman (James Darren), un joven científico del proyecto, enciende el túnel sin que nadie lo observe y viaja a través del tiempo, para probar que el túnel funciona. Llega a la cubierta del RMS Titanic en la tarde del 14 de abril de 1912. Posteriormente, el personal de control del túnel se da cuenta de que este está activado y que el doctor Newman se encuentra a bordo del Titanic. Como no pueden traer a Newman al presente, el doctor Douglas Phillips (Robert Colbert), amigo del doctor Newman, se ofrece a ser trasladado por el túnel al Titanic. Phillips lleva consigo un periódico de fecha 16 de abril de 1912 (un día después del naufragio del Titanic) para convencer al capitán de que cambie el rumbo y así evitar que el Titanic colisione con un iceberg. Phillips se encuentra con Newman. Luego, ambos le comentan al capitán lo que pasará y le muestran el periódico como prueba. El capitán no les cree, tira el periódico y los manda arrestar. Phillips y Newman escapan, pero no logran impedir que suceda la catástrofe. En los instantes previos al choque, el capitán Smith da crédito a los científicos y los libera durante el  hundimiento, el túnel del tiempo los saca de allí. 
Como el túnel está todavía en fase de prueba y no está preparado para transportar objetos más complejos que simples materiales, la máquina no puede hacer que los dos hombres vuelvan a casa. Durante toda la serie, Tony Newman y Douglas Phillips viajan por distintas épocas de la humanidad, mientras son vigilados por el grupo de científicos del túnel. Ellos pueden ver lo que le ocurre a los dos viajeros, por medio de una gran pantalla de rayos catódicos que se forma en la entrada del túnel, e intentan ayudarlos en las situaciones de peligro.

## Reparto
Fuente: imdb.com.
- James Darren como el doctor Anthony "Tony" Newman.† 2024
- Robert Colbert como doctor Douglas "Doug" Phillips.
- Lee Meriwether como la doctora Ann McGregor.
- Whit Bissell como el general Heywood "Woody" Kirk.
- John Zaremba como el doctor Raymond "Ray" Swain.
- Sam Groom como Jerry (recurrente).
- Wesley Lau como el sargento Jiggs (recurrente).

## Episodios
Fuente: tv.com.
Argumento del primer episodio: El Congreso ha invertido siete mil millones de dólares en un agujero grande y profundo en el suelo: el hogar del Proyecto TicToc y su nueva tecnología revolucionaria, el Túnel del Tiempo. Un mecanismo destinado a acceder al pasado y al futuro, el túnel no está listo a pesar de una década de trabajo y todos los miles de millones invertidos. El senador Leroy Clark declara su intención de recortar fondos y abandonar el proyecto. El científico  Tony Newman desesperado usa el aparato para enviarse a sí mismo a través del tiempo para probar el concepto. Pero el equipo de TicToc no puede recuperarlo, por lo que su mentor Doug Phillips regresa para ayudar a Tony a salir del peligro en el que ha aterrizado: llegó al RMS Titanic el día antes de que golpeara un iceberg y se hundiera.￼
1. Rendezvous With Yesterday –  (9 de septiembre de 1966) - Episodio piloto. Para evitar que cancelen el proyecto Tic-Toc, Tony Newman se lanza a través del tiempo y cae en el Titanic. Douglas Philips irá en su búsqueda, y ambos quedarán perdidos en el tiempo.
2. One Way to the Moon –  (16 de septiembre de 1966) - En el futuro (para los del túnel), de 1978, Tony y Douglas caen en un cohete que va rumbo a Marte, pero terminarán recalando en La Luna, donde desbaratarán un intento de sabotaje por parte de uno de los astronautas.
3. End Of The World –  (23 de septiembre de 1966) - En 1910, Tony y Douglas deberán convencer a un pueblo de que el cometa Halley no destruirá La Tierra, para que los ayuden a rescatar a un grupo de mineros atrapados luego de un derrumbe.
4. The Day The Sky Fell Down –  (30 de septiembre de 1966) - En 1941, durante el ataque a Pearl Harbor, Tony se encontrará con su padre y consigo mismo de niño.
5. The Last Patrol –  (7 de octubre de 1966) - Tony y Douglas se ven envueltos en la última batalla de la guerra anglo-americana de 1815 en Nueva Orleans.
6. The Crack Of Doom –  (14 de octubre de 1966) - Tony y Douglas caen en la isla Krakatoa, en 1883, el día de la erupción del volcán, e intentan ayudar a una pareja de científicos para que puedan escapar a tiempo del inminente desastre.
7. Revenge Of The Gods –  (21 de octubre de 1966) - Tony y Douglas llegan a la guerra de Troya, conocerán a Ulises, Paris y Helena, y Tony entrará al mítico caballo.
8. Massacre –  (28 de octubre de 1966) - Tony y Douglas caen en 1876, durante las guerras indias, y conocerán al General Custer y a Toro Sentado.
9. Devil's Island –  (11 de noviembre de 1966) - En 1895, Tony y Douglas son tomados por prisioneros en la Isla del Diablo. En el ínterin, llegará a la isla el capitán Alfred Dreyfus
10. Reign Of Terror –  (18 de noviembre de 1966) - Tony y Douglas caen en París en 1793 durante la Revolución Francesa. Conocerán a María Antonieta y a un joven Napoleón Bonaparte
11. Secret Weapon –  (25 de noviembre de 1966) - Tony y Douglas son enviados a un país del este en 1956 para investigar un proyecto enemigo de túnel del tiempo.
12. The Death Trap –  (2 de diciembre de 1966) - En Baltimore, en 1861, Tony y Douglas deberán desbaratar un intento de asesinato de Abraham Lincoln
13. The Alamo –  (9 de diciembre de 1966) - Tony y Douglas caen el 6 de marzo de 1836 en el fuerte El Álamo, que está a punto de ser devastado por el ejército mexicano.
14. The Night Of The Long Knives –  (16 de diciembre de 1966) - Tony y Douglas caen en la India de 1886, durante una rebelión contra las fuerzas coloniales inglesas. Allí conocerán a Rudyard Kipling.
15. Invasion –  (23 de diciembre de 1966) - En los días previos a la invasión aliada del 6 de junio de 1944, Tony y Douglas son capturados por la Gestapo. Mientras Tony huye y se une a la resistencia, a Douglas le lavan el cerebro y lo transforman en un oficial nazi.
16. The Revenge Of Robin Hood –  (30 de diciembre de 1966) - En la Inglaterra del rey Juan Sin Tierra, en 1215, Tony y Douglas se unen a la banda de Robin Hood.
17. Kill Two By Two –  (6 de enero de 1967) - En una isla japonesa, en el marco de la Segunda Guerra Mundial, Tony y Douglas quedan a merced de un ex-kamikaze psicópata.
18. Visitors From Beyond The Stars –  (11 de enero de 1967) - Seres de otro planeta intentan conquistar la Tierra haciendo base en un pueblo de Arizona en 1886, en el marco de los combates contra los Apaches.
19. The Ghost Of Nero –  (20 de enero de 1967) - En 1915, en el marco de la Primera Guerra Mundial en el norte de Italia, Tony y Douglas deberán vérselas con el espectro de Nerón
20. The Walls Of Jericho –  (27 de enero de 1967) - Josué, jefe de los israelitas que asedian Jericó, envía a Tony y Douglas como espías a la ciudad, en donde serán ayudados por la cortesana Raab.
21. Idol Of Death –  (3 de febrero de 1967) - En 1519, Tony y Douglas ayudarán a un joven indígena y se enfrentarán al conquistador español Hernán Cortes, por la posesión de la máscara de oro de los tlaxcaltecas.
22. Billy The Kid –  (10 de febrero de 1967) - En Lincoln, Nuevo México, en el año de 1881, Tony y Douglas deberán vérselas con el famoso pistolero Billy the Kid
23. Pirates Of Deadman's Island –  (17 de febrero de 1967) - Tony y Douglas son capturados por piratas, en medio de su enfrentamiento con la armada norteamericana comandada por Stephen Decatur
24. Chase Through Time –  (24 de febrero de 1967) - Tony y Douglas perseguirán a través del tiempo a un espía que colocó un artefacto nuclear en el túnel, y huyó hacia el tiempo. Esa persecución los llevará tanto a un futuro distante dominado por una sociedad tecnificada como a los tiempos prehistóricos.
25. The Death Merchant –  (3 de marzo de 1967) - El túnel traslada por error a Maquiavelo a la guerra civil americana, en donde Tony y Douglas quedarán por accidente enfrentados en bandos opuestos.
26. Attack Of The Barbarians –  (10 de marzo de 1967) - En el lejano oriente, en 1287, Tony y Douglas conocerán a Marco Polo, que defiende un fuerte de los ataques mongoles. Tony se enamorará de una princesa hija de Kublai Khan.
27. Merlin The Magician –  (17 de marzo de 1967) - El mago Merlín acude al túnel para obligar a Tony y Douglas a ayudar al futuro Rey Arturo en su lucha contra los vikingos.
28. The Kidnappers –  (24 de marzo de 1967) - Extraterrestres del futuro raptan a la doctora Ann Mc Gregor a fin de usarla como "carnada", para lograr que envíen a Tony y Douglas a su planeta, con el fin de hacerlos parte de un experimento.
29. Raiders From Outer Space –  (31 de marzo de 1967) - En el contexto de la batalla de Jartum en Sudán en 1883, seres extraterrestres intentan dominar la Tierra.
30. Town Of Terror –  (7 de abril de 1967) - Un pueblo de la costa este de EE. UU. intenta ser tomado por alienígenas en el futuro (para los nuestros) de 1978, e intentarán extraer el oxígeno del planeta.